# Gråsvart kölsnigel
Gråsvart kölsnigel (Limax cinereoniger) är en snigel som beskrevs 1803 av Johann Wolf. Arten ingår i släktet Limax och familjen kölsniglar.

## Utseende

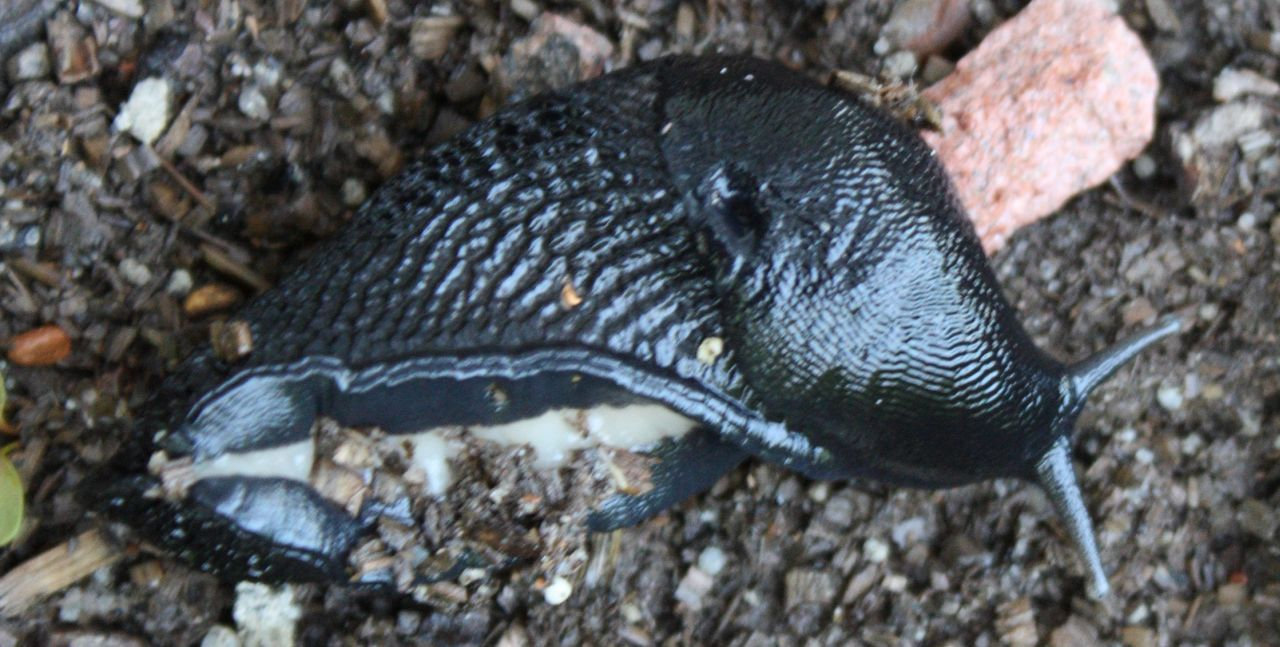
Vit rand under foten.

Gråsvart kölsnigel kallas för världens längsta snigel och kan bli nästan 30 cm lång. Vanligtvis mäter den 15–28 cm är svart, gråsvart eller ljusgrå med varierande teckning. Den har en tydlig ryggköl och dess krypsula är karakteristiskt mörk med ett centralt, skarpt avgränsat, ljust fält. Arten kan påminna om pantersnigel och svart skogssnigel.

## Utbredning
Gråsvart kölsnigel förekommer i större delen av Europa, utom de sydligaste delarna av Iberiska halvön, Italien och Balkan. Vidare förekommer den vidare österut genom europeiska Ryssland.

### Förekomst i Norden
I Sverige finns arten framförallt i Götaland och Svealand norrut till mellersta Dalarna, och vidare längs Norrlandskusten till mellersta Ångermanland. Vidare förekommer den i hela Danmark, i södra och mellersta Norge och i södra och mellersta Finland.

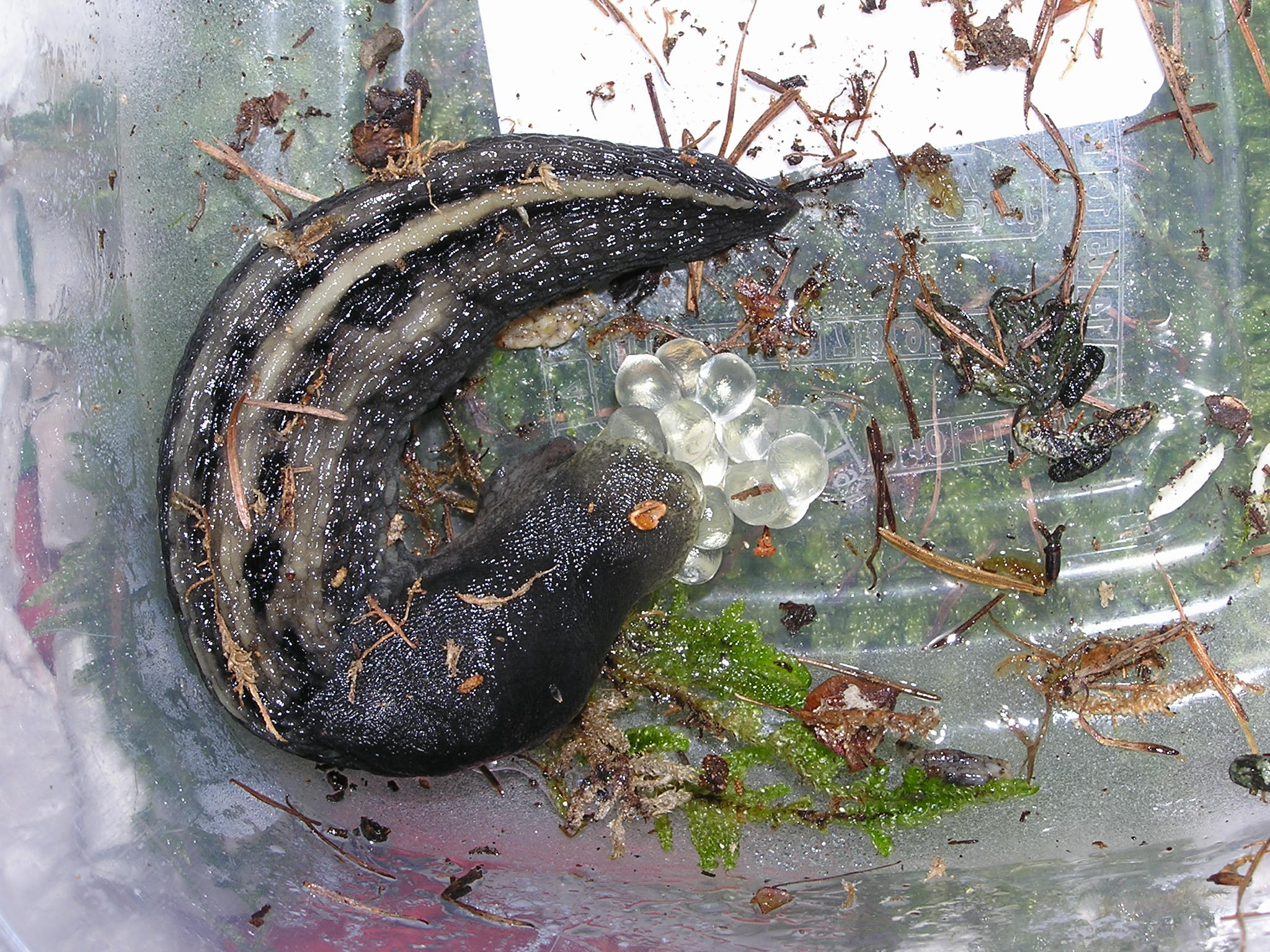
Gråsvart kölsnigel med ägg.

## Ekologi
Gråsvart kölsnigel lever i många olika naturliga slutna skogsmiljöer, från barrskog till lundar och ädellövskog. Arten förekommer mer sällan i kulturmiljöer, men kan uppträda i parker och trädgårdar i närheten av skog. Öppna miljöer undviker den helt.

## Bildgalleri

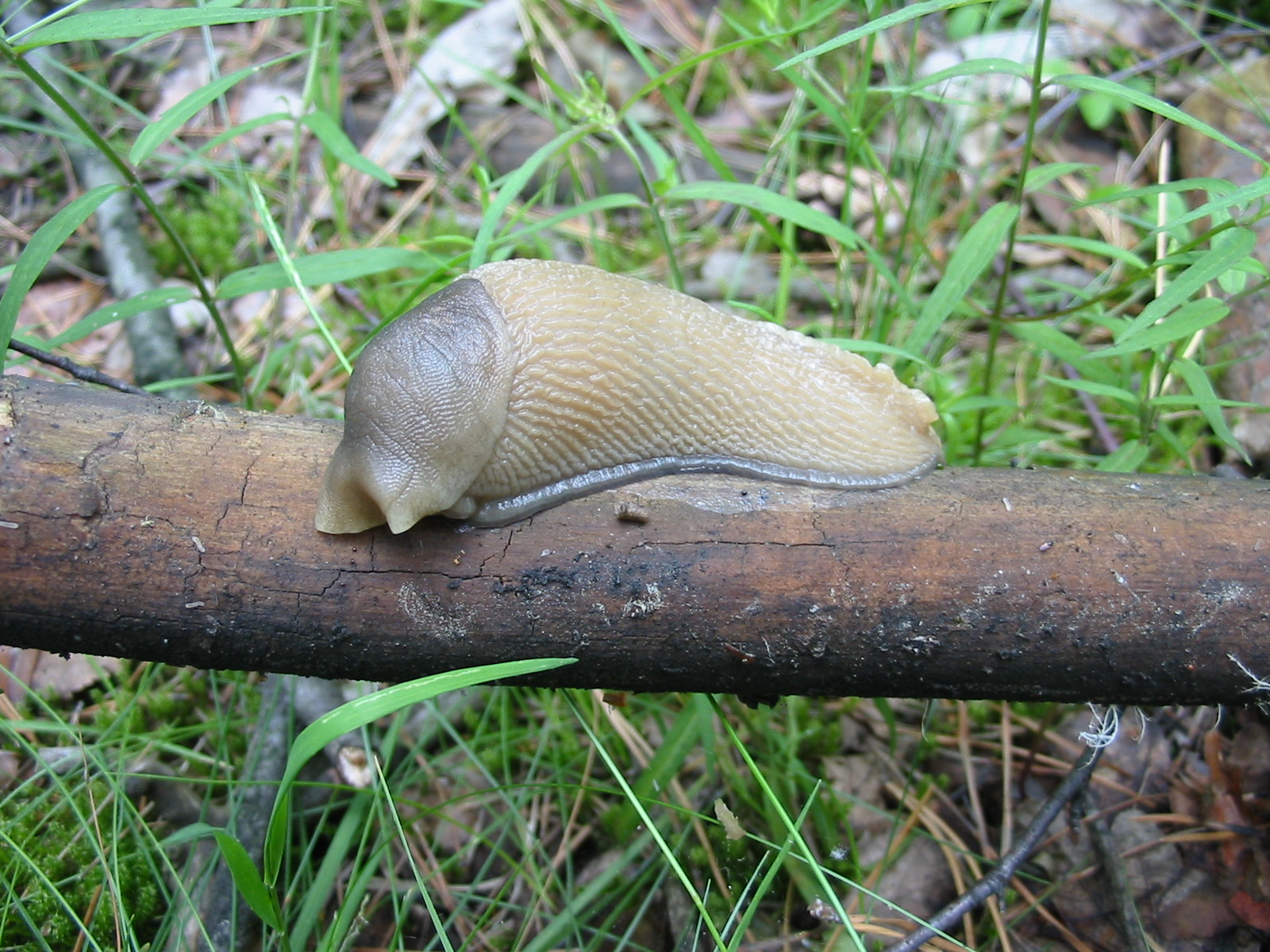
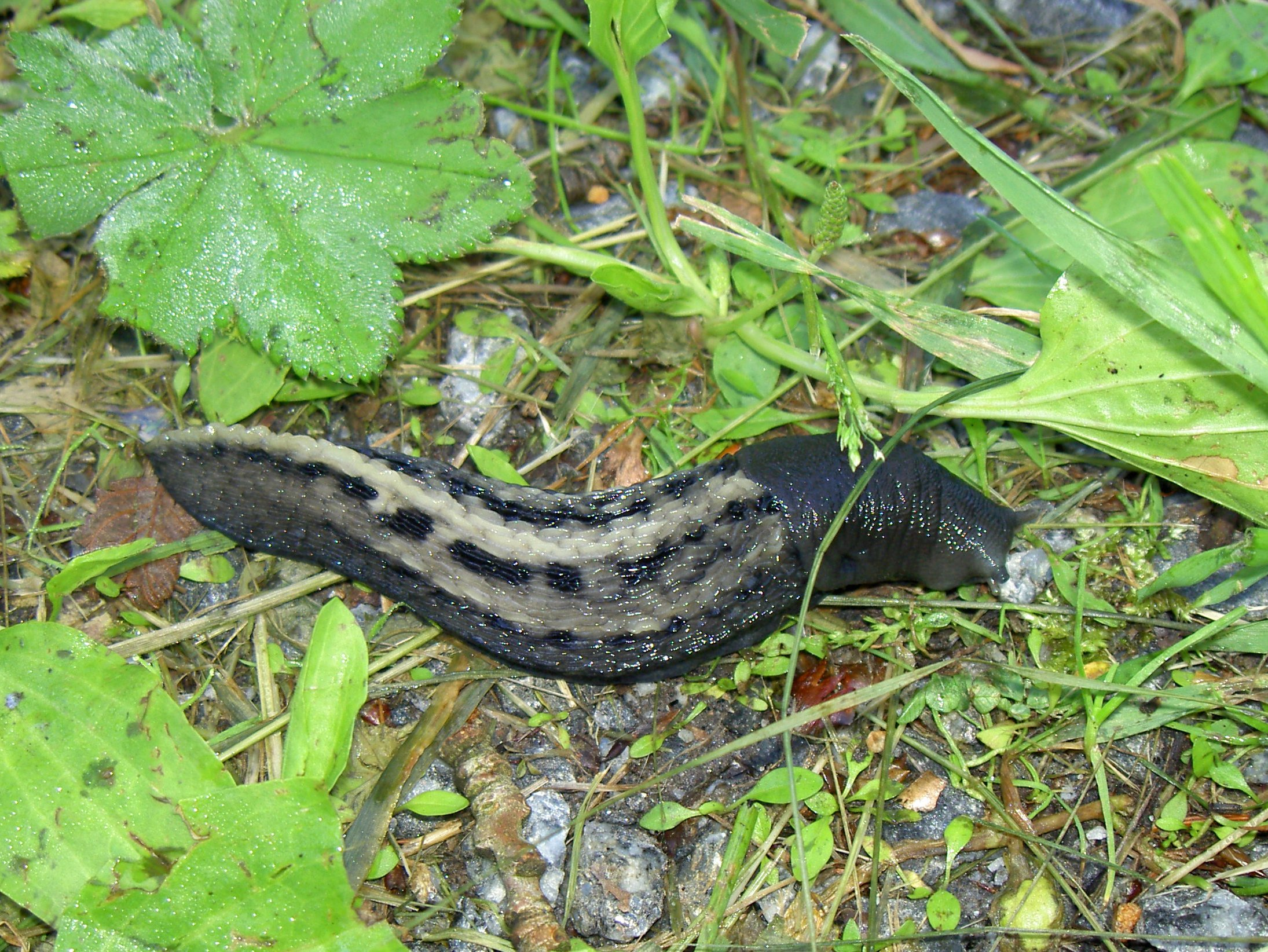
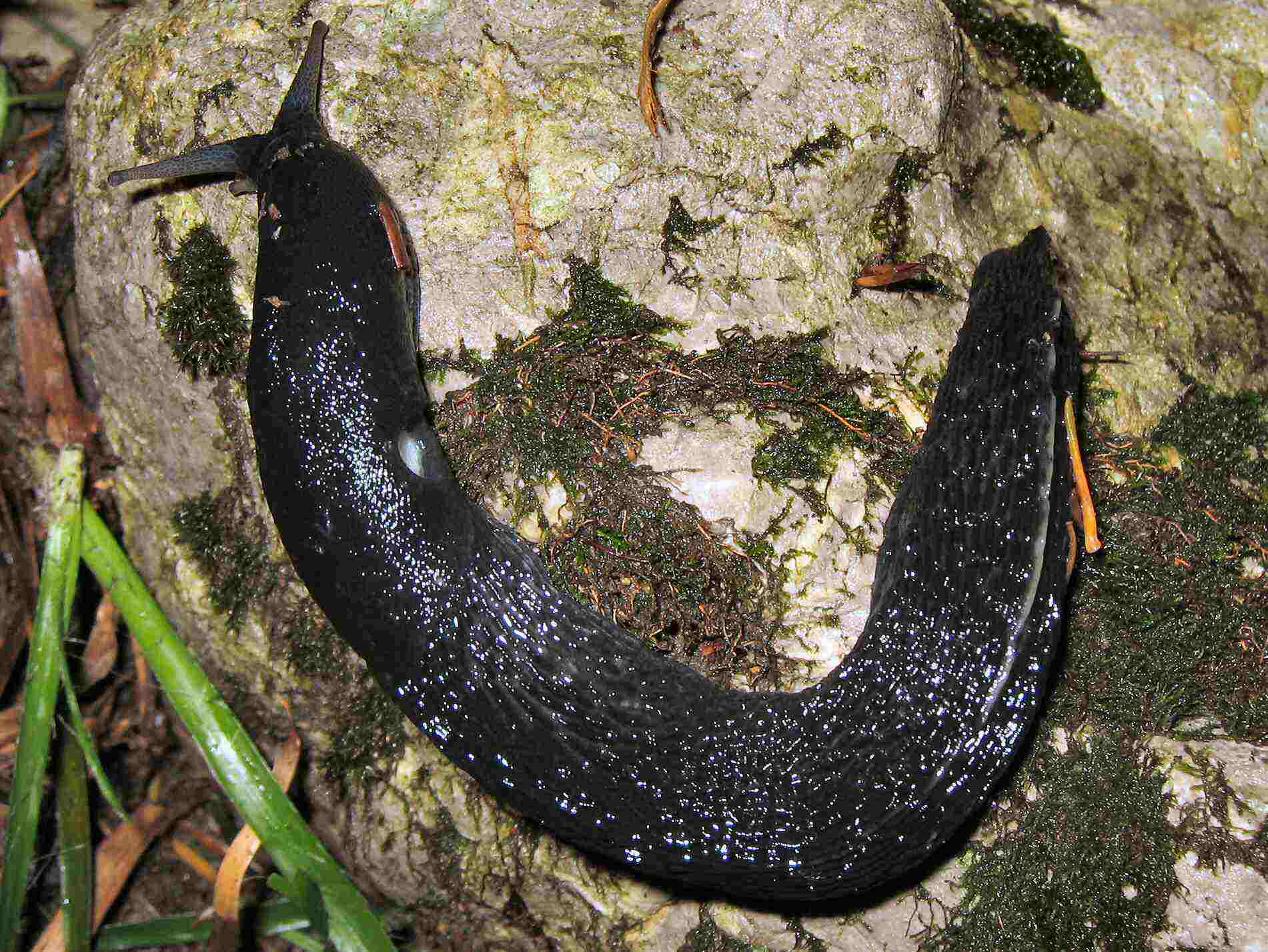